# مورفو

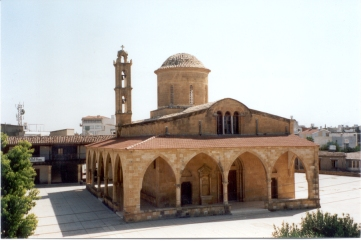

مورفو (به ترکی: Güzelyurt) (به یونانی: Μόρφου) (به انگلیسی: Morphou) دفاکتو یکی از شهرهای کشور به رسمیت نشناخته‌شده قبرس شمالی در ناحیه فاماگوستا قرار گرفته‌است. جمعیت شهر مورفو در سال ۲۰۰۵ برابر با ۱۴٬۶۷۲ نفر بوده‌است. شهر مورفو از زمان تجاوز نظامی ترکیه به قبرس در سال ۱۹۷۴، تحت اشغال جمهوری ترک قبرس شمالی است.

## نگارخانه

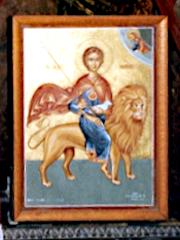